# РСДН-20
Фазовая радионавигационная система «Альфа» (также известная как Радиотехническая система дальней навигации или РСДН-20 (Маршрут)) — советская система дальней радионавигации, предназначенная для определения координат самолётов, кораблей и подводных лодок (в подводном положении).
Система разрабатывалась параллельно с РНС США Omega, введена в эксплуатацию в 1972 году. Дальность действия — 10 тыс. км от ведущей станции. Точность местоопределения 2,5...7 км. Главному конструктору РНС «Альфа» Г. В. Головушкину присуждено почётное звание «Заслуженный машиностроитель СССР», большой коллектив сотрудников Института времени был награждён орденами и медалями СССР. К 1999 году система модернизирована до точности местоопределения на 70% поверхности Земли не хуже 1,2...1,5 км.

## Принцип работы
Система разрабатывалась параллельно и работает по тем же принципам, что и выведенная из эксплуатации Omega Navigation System в диапазоне очень низких частот. Система «Альфа» состоит из четырёх передатчиков, которые расположены в районе Мурманска, Новосибирска, Краснодара, Комсомольска-на-Амуре. Эти передатчики излучают последовательности сигналов длительностью 3,6 с на частотах 11,905 кГц, 12,649 кГц и 14,881 кГц. Радиоволны на этих частотах отражаются от самых нижних слоев ионосферы и поэтому в меньшей степени подвержены затуханию в ионосфере (ослабление 3 дБ на 1000 км), однако фаза волны очень чувствительна к высоте отражения.
Приёмник измеряет разность фаз сигналов от навигационных передатчиков и строит семейство гипербол. Подвижный объект всегда может определить своё местоположение, если не теряет способность слежения за сигналами навигационных передатчиков. Фаза волны зависит от высоты отражающих слоев ионосферы, а поэтому сезонные и суточные вариации могут быть скомпенсированы. Точность определения местоположения — не хуже 2 морских миль, однако на высоких широтах и в полярных районах, где могут возникать внезапные фазовые аномалии, точность снижается до 7 морских миль.
Так же, как мачты антенн, используемых для системы навигации Omega, мачты «Альфы» должны быть очень высокими.
Для использования на летательных аппаратах в СССР была запущена в серию аппаратура А-723 «Квиток». Комплект А-723 включает: блок антенны А-723-1, блок обработки данных А-723-2, приёмные устройства А-724-3, А-724-4, А-723-5; пульт управления и индикации А-723-7 (на фото), блок стабилизации и защиты А-723-10; блоки вторичных источников питания А-723-11 и А-723-12; блок преобразования аналоговых сигналов в цифровую форму А-723-14. Система устанавливалась на Ту-154 и ещё целом ряде типов самолётов и вертолётов, имея при этом несколько разную комплектацию, в зависимости от оборудования борта аппаратурой навигации.

## Передатчики
- Новосибирск (55°45′31″ с. ш. 84°26′45″ в. д.HGЯO) фото
- Краснодар (45°24′12″ с. ш. 38°09′30″ в. д.HGЯO)
- Комсомольск-на-Амуре (п. Эльбан) (50°04′21″ с. ш. 136°36′34″ в. д.HGЯO)
- Ревда, Мурманская обл. (68°02′13″ с. ш. 34°40′43″ в. д.HGЯO)